# Maria Spiridónova
Maria Spiridónova   (Tambov, 16 d'octubre de 1884 (Julià) - Oriol, 11 de setembre de 1941), nom complet amb patronímic Maria Aleksàndrovna Spiridónova, rus: Мари́я Алекса́ндровна Спиридо́нова, fou una revolucionària russa de principis del segle xx, destacada dirigent del Partit Social-Revolucionari d'Esquerra (PSRI). Paradigma per excel·lència de terrorista revolucionària de l'últim període tsarista, va ser la candidata governamental a presidir l'Assemblea Constituent després de la Revolució d'Octubre. Després d'organitzar l'assassinat de l'ambaixador alemany a l'estiu de 1918, els bolxevics la van detenir. Va passar la resta de la seva vida en l'exili interior i en diverses presons i camps de treball. Durant les Purgues de Stalin, va ser arrestada amb altres dotze antics membres del PSRI a Ufá, on vivien en l'exili (8 de febrer de 1937).
Va néixer en el si d'una família noble a l'óblast de Tambov el 1884 i es va formar en infermeria, però al 1905 va abandonar els estudis i es va lliurar a l'activitat revolucionària com a membre del Partit Social-Revolucionari (PSR). Condemnada a mort per l'assassinat de Gavriïl Nikolàievitx Lujenovski, responsable policial d'un districte de l'óblast de Tambov, la pressió popular va obligar a commutar la pena per cadena perpètua. El seu maltractament durant el seu període d'empresonament la va convertir en un mite entre la pagesia i la seva popularitat la va utilitzar més tard el partit. Va passar els deu anys següents a la presó a Sibèria. Contínuament malalta i amb períodes de depressió, amb prou feines va participar en les activitats organitzades per les seves companyes de captivitat.
Va ser alliberada quan va esclatar la Revolució de Febrer del 1917. Es va convertir aviat en un dels principals representants del corrent més esquerrà del PSR. Icona revolucionària de l'esquerra del PSR, va ser el paladí dels quals s'oposaven a continuar la guerra mundial i desitjaven acabar amb qualsevol vestigi de l'autocràcia tsarista. Més consumada agitadora i símbol moral que hàbil política, inspirava i convencia pel seu exemple personal i la seva ferma fe cuasirreligiosa en la capacitat de l'individu per dur a terme una profunda reforma moral i social. Malgrat no pertànyer a la direcció nacional del PSR, va participar intensament en les activitats tant de la secció del partit a la capital —dominada ja pels social-revolucionaris d'esquerra— com en el camp. Mentre l'adreça moderada del partit advocava per mantenir la revolució limitada a la política i per no emprendre canvis socials, Spiridónova, igual que el corrent més esquerrà dels social-revolucionaris, propugnava una gran transformació social. Després del fallit intent del general Kornílov de prendre el poder, va començar a vituperar més intensament al Govern i a la direcció del partit, personificada en Chernov. Aviat, es va convertir en l'ànima del corrent esquerrà del partit que aviat s'escindiria del PSR.
Va acudir a la capital per assistir al II Congrés dels Soviets, simultani a la Revolució d'Octubre. Membre de la presidència del congrés, va participar en l'abolició de la pena de mort als desertors. Al començament, Spiridónova va advocar per la formació d'un Govern socialista de coalició, però, quan això va resultar impossible, va defensar la coalició entre el Partit Social-revolucionari d'Esquerra (PSRI) i els bolxevics. Es va convertir en un dels dirigents més destacats del PSRI. A la fi del 1917 i principis del 1918, va prendre el control total de l'organització de consells camperols, fins llavors en mans del PSR. Després de la unió dels soviets de soldats i obrers amb els de camperols, es va mantenir una secció camperola separada, presidida per Spiridónova, que va ser la principal responsable de l'extensió del sistema de soviets en el camp, el foment del respatller al govern soviètic, la preparació de la reforma agrària i la defensa dels interessos camperols en general. Va romandre al capdavant d'aquesta secció del CEC entre el segon i el cinquè congrés soviètic.
Decidida partidària del Govern bolxevic durant els primers mesos d'est, al juny de 1918 va passar a l'oposició. Defensora de reprendre el terrorisme contra els representants alemanys a Rússia per anul·lar el Tractat Brest-Litovsk, va aprovar l'assassinat de l'ambaixador alemany al juliol durant l'«alçament socialrevolucionari». Arrestada llavors, va passar la resta de la seva vida entre la clandestinitat i les presons i exilis interiors. Després de diverses detencions, finalment, va ser alliberada al 18 de novembre 1921, amb la condició que abandonés tota activitat política. Ella ho va complir.
Va passar catorze anys exiliada: a Kaluga entre 1923 i 1925, en Samarcanda entre 1925 i 1928 i en Taixkent entre 1928 i 1930. El 1931 va ser enviada a Ufà, on va treballar com a planificadora econòmica experta en un banc agrícola, activitat que considerava la seva petita contribució a l'establiment del socialisme. El 8 de febrer de 1937, va ser detinguda juntament amb els seus companys de pis: no va tornar a recobrar la llibertat. Empresonada en diverses presons, finalment en la d'Oriol al costat del seu marit, va ser afusellada l'any 1941, dies abans que la ciutat caigués en mans dels alemanys durant l'Operació Barbarroja. El 1992, es van anul·lar els càrrecs pels quals havia estat exiliada el 1918 i se la va rehabilitar per complet.

## Començaments

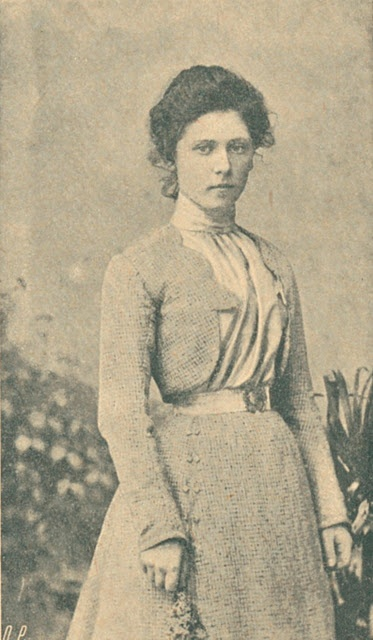
Spiridonova en una fotografia sense datar anterior a l'atemptat de 1906. Filla d'un funcionari ennoblit pels seus serveis a l'Estat, va abandonar els seus estudis i es va convertir en social-revolucionaria el 1905.

Va néixer a Tambov al 16 d'octubre de 1884, en el si d'una família de la baixa noblesa rural. El seu pare, antic funcionari, havia rebut un títol aristocràtic no hereditari pels seus serveis a l'Estat. Treballava com a comptable en un banc. Mariya tenia quatre germans, tres dones i un home. La seva família posseïa un habitatge a la mateixa ciutat de Tambov, una datxa al camp i va arribar a ser la propietària d'una fàbrica d'entarimats.
Havent estat educada amb cura a la llar, va ingressar en el segon any d'escola secundària a 1895. Bona estudiant, va abandonar els estudis secundaris al gimnàs el 1902 -el vuitè i últim any-, probablement tant per la mala situació econòmica familiar a la mort del seu pare com per problemes de salut -patia atacs de tuberculosi des de l'adolescència-. Abandonat al gimnàs i encara sense interès per les activitats revolucionàries, va partir a Moscou, on comptava amb familiars, a formar-se com dentista. El 1903, de tornada a la seva província natal, va començar a treballar per a l'assemblea aristocràtica regional, probablement per pal·liar la penúria familiar. Va ser llavors quan va començar a interessar-se per les activitats subversives; el novembre de 1904, el seu pis va ser registrat per la policia a la recerca de premsa il·legal. El març de 1905, va participar en manifestacions estudiantils per les quals va ser empresonada durant tres setmanes. En aquest primer i breu empresonament, ja va mostrar la mala salut que la va afectar durant tots els seus períodes a la presó i va haver de ser atesa pel metge de la presó. Al setembre del mateix any, va tractar infructuosament d'ingressar a l'escola local d'auxiliars mèdics; va ser rebutjada per la seva activitat política. El seu mentor com a revolucionària va ser un jove dirigent social-local, que es va convertir en el seu amant. Es va unir al Partit Socialista Revolucionari el 1905. A l'haver estat educada en un ambient rural, la proximitat als camperols més que al nou proletariat urbà i la seva preferència pel que considerava socialisme moral dels social enfront del economicisme impersonal dels socialdemòcrates marxistes li van fer unir-se als primers.